# Audi Quattro
 (mars 2013).
Si vous disposez d'ouvrages ou d'articles de référence ou si vous connaissez des sites web de qualité traitant du thème abordé ici, merci de compléter l'article en donnant les références utiles à sa vérifiabilité et en les liant à la section « Notes et références ».
L'Audi Quattro (parfois écrit en minuscules par la marque : Audi quattro) est une automobile sportive du constructeur automobile allemand Audi.

## Quattro (1980-1986)
La Quattro, comme son nom l'indique, est le premier coupé sportif de grande série à transmission intégrale permanente de la marque (les premières voitures de grande série commercialisées avec ce système avaient été produites par la marque Subaru à partir de 1972). La première génération reçoit un moteur à cinq cylindres de 2,1 L et dix soupapes (type WR), muni d'un turbocompresseur et d'un échangeur d'air qui augmente la puissance à 200 ch, au lieu des 170 ch de la version sans échangeur qui équipe la 200 Turbo.
La carrosserie de l'Audi Quattro est tirée de celle de l'Audi Coupé, elle-même une Audi 80 B2 modifiée avec deux portes et un hayon. L'Audi Quattro se reconnaît facilement à ses ailes élargies, ses pare-chocs spécifiques, ses bas de caisse plus grands et son aileron arrière plus grand.
Le 0 à 100 km/h s'effectue en 7,1 secondes pour une vitesse de pointe de 222 km/h. Pour le millésime 1983, de nouveaux phares monobloc remplacent les doubles éléments et l'ABS est désormais de série puis, pour 1985, la calandre s'incline, les jantes deviennent plus larges et les feux arrière deviennent noirs. Le système de transmission intégrale de la Quattro est original pour l'époque car, à la différence de la plupart des autres véhicules de l'époque équipés de la transmission intégrale, il est non seulement équipé d'un différentiel central permettant d'avoir une transmission intégrale permanente (les roues avant ou arrière ne sont pas déconnectables à la différence des Audi A3, Audi TT ou autres Audi R8 qui ont un coupleur permettant d'entraîner plus ou moins les roues arrière ou les roues avant pour la dernière) mais en plus, ce dernier est intégré dans un carter fixé derrière la boîte de vitesses qui dérive étroitement de celle de l'Audi Coupé GT. Ceci est possible grâce à l'arbre secondaire de la boîte de vitesses qui est creux et à l'intérieur duquel passe l'arbre de transmission vers le différentiel avant. Ceci permet une compacité, une légèreté et une simplicité d'intégration appréciables. Ce système sera reconduit jusqu'à l'Audi A4 B7 et sera remplacé pour la génération suivante (y compris Audi A5 et Audi Q5) par un nouveau système permettant de reculer le moteur et nécessitant de désaxer l'arbre de transmission avant pour avancer le différentiel avant.

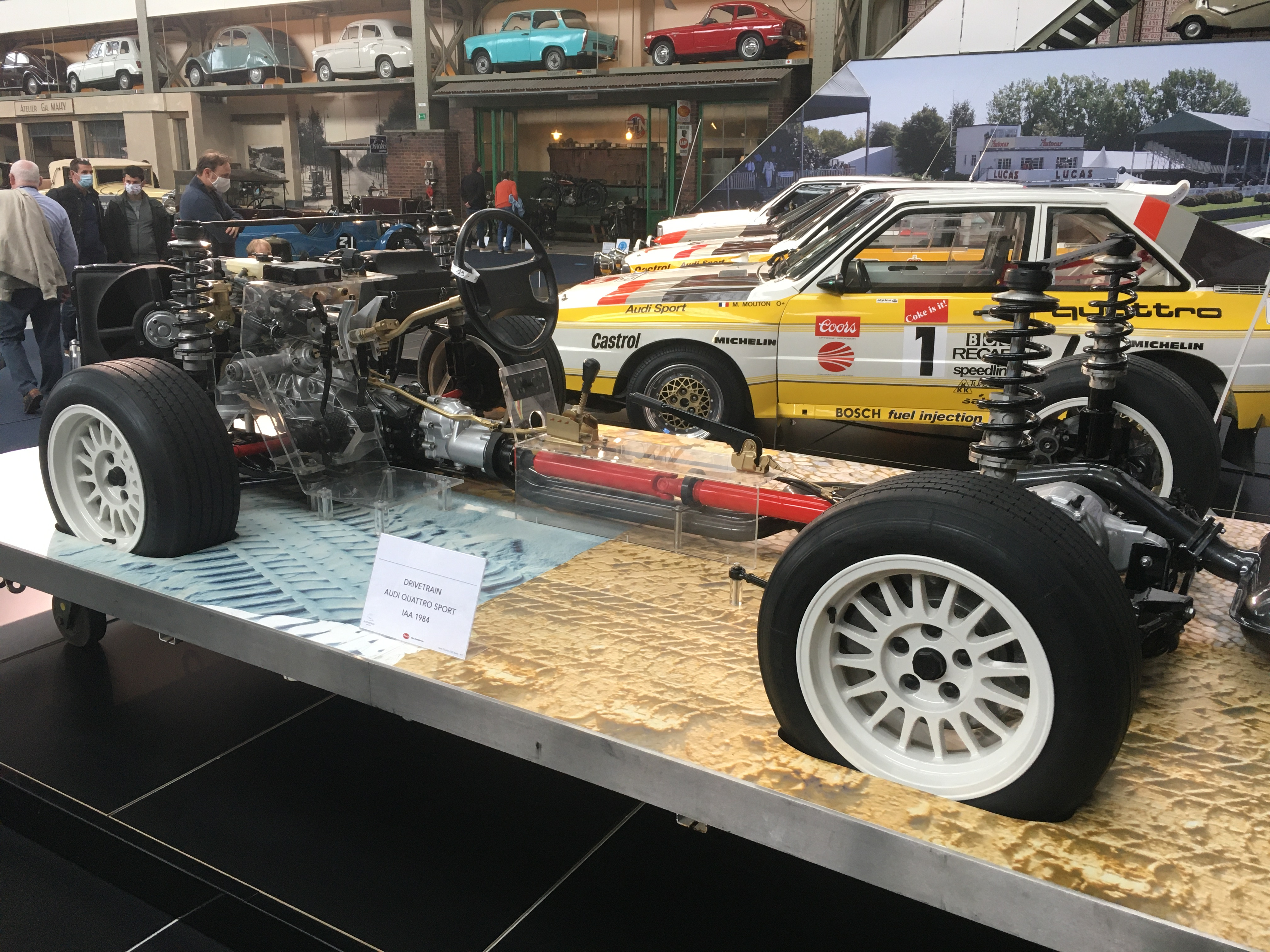
Démonstration de la première génération de transmission quattro.

## Quattro (1987-1989)
La cylindrée passe à 2,2 L (Type MB) mais la puissance reste inchangée (200 ch). Par contre, le moteur est plus souple, a moins de temps de réponse et bénéficie des dernières évolutions comme les poussoirs hydrauliques et la transmission bénéficie d'un différentiel central Torsen qui améliore la motricité en utilisation courante et qui remplace l'ancien différentiel classique à blocage manuel (le différentiel arrière gardant, lui, son blocage manuel). Les freins sont également revus et reçoivent des étriers doubles pistons à l'avant. Le capot de malle arrière est en fibres. Le 0 à 100 km/h s'effectue désormais en 6,7 s.

## Quattro (1989-1991)

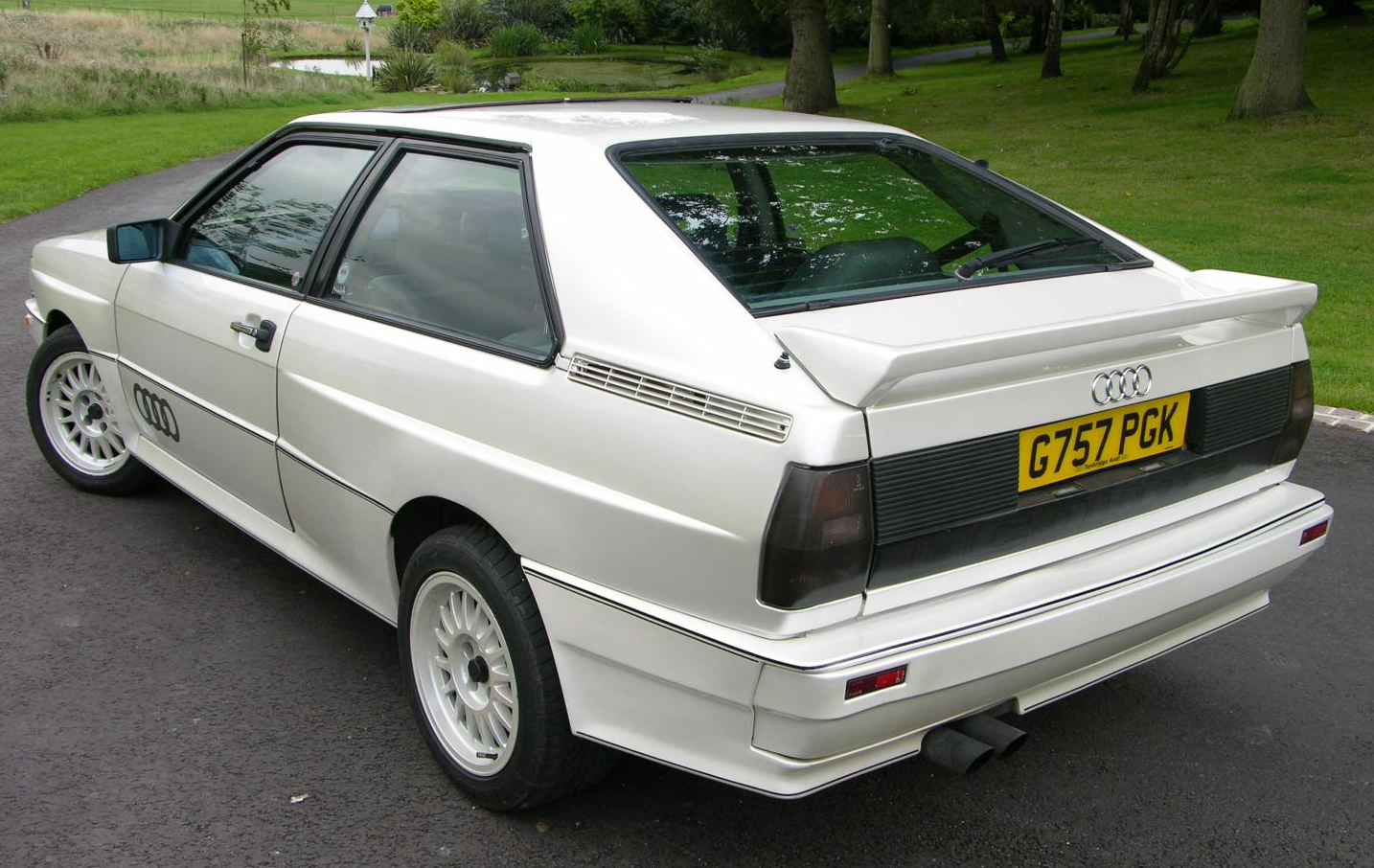
Vue arrière.

Cette fois-ci, les évolutions mécaniques sont plus importantes puisque le 2,2 L reçoit une culasse à 20 soupapes dérivée de celle de la Quattro Sport (type RR), moteur équivalent à celui de l'Audi 200 20V et à celui de l'Audi S2 220ch. Le moteur dispose aussi de 2 catalyseurs qui ont nécessité la modification du plancher du côté gauche devant le siège avant. La puissance ressort ainsi à 220 ch, ce qui permet au coupé de passer de 0 à 100 km/h en 5,9 s et de filer à 232 km/h. Cette version est la plus recherchée de l'Audi Quattro empattement long, la plus rare (environ 800 exemplaires), la plus puissante et l'ultime version.

## Mises à jour
- 09/1982 : Larges doubles phares sous verre et affichages numériques au lieu d'analogiques.
- 12/1984 : La Quattro est visuellement alignée sur le Coupé. Changements : feux arrière noirs, nouveau tableau de bord, phares et calandre changés.
- 08/1987 : Nouveau moteur avec une cylindrée de 2,2 litres ainsi que de nouveaux instruments numériques et un nouveau différentiel central.
- 08/1989 : Nouveau moteur à quatre soupapes par cylindre de 2.2L (« 20V »).
- 05/1991 : La production de la Quattro est arrêtée.

## Technologie d'entraînement
La Quattro a reçu une transmission intégrale permanente avec blocage de différentiel central et arrière. Jusqu'à fin 1981, les deux serrures pouvaient être commutées manuellement et indépendamment avec deux embrayages à griffes via des câbles. De 1982 à 1987 inclus, il était possible d'activer et désactiver manuellement les deux ou uniquement le verrou arrière de manière électropneumatique.
La Quattro a encore été revue au fil des ans. En particulier, son système de traction intégrale a été un peu affiné à partir de l'année modèle 1987, avec un différentiel central Torsen. Le différentiel arrière est resté manuellement commutable électro-pneumatiquement. Ces véhicules étaient donc parfaitement adaptés à la conduite en hiver ou pour d'autres opérations difficiles sur des routes glissantes (pluie, terre, feuilles d'automne, etc.).

## Performances
Accélération de 0 à 100 km/h en secondes et vitesse maximale en km/h :
- Audi Quattro de 1980 avec moteur de 147 kW et 200 ch : 7,1 s, 222 km/h
- Audi Quattro 20V de 1989 avec moteur de 162 kW et 220 ch : 6,3 s, 230 km/h
- Audi Sport Quattro de 1984 avec moteur de 225 kW et 306 ch : 4,9 s, 250 km/h
- Audi Sport Quattro S1 de 1985 avec moteur de 390 kW et 530 ch : 2,6 s (double embrayage) ou 3,1 s (transmission manuelle), véhicule de rallye

### Chiffres des essais
|                    | Quattro  | Quattro 20V | Sport Quattro |
| ------------------ | -------- | ----------- | ------------- |
| 0–40 km/h          | 1,8 s    | 1,5 s       | 1,4 s         |
| 0–60 km/h          | 3,3 s    | 2,8 s       | 2,4 s         |
| 0–80 km/h          | 4,8 s    | 4,3 s       | 3,7 s         |
| 0–100 km/h         | 7,3 s    | 6,5 s       | 4,5 s         |
| 0–120 km/h         | 9,9 s    | 8,9 s       | 6,3 s         |
| 0–140 km/h         | 13,3 s   | 12,0 s      | 9,3 s         |
| 0–160 km/h         | 17,9 s   | 16,4 s      | 12,2 s        |
| 0–180 km/h         | 24,1 s   | 21,1 s      | 16,1 s        |
| 0–200 km/h         | 38,1 s   | 29,1 s      | 18,4 s        |
| 1 km départ arrêté | 27,8 s   | 26,6 s      | 23,9 s        |
| Vitesse de pointe  | 224 km/h | 233 km/h    | 248 km/h      |

## Modèles

### Sport Quattro (1983-1986)
La Sport Quattro, disponible à partir de l'automne 1984, est basée sur la Quattro mais est raccourcie d'une trentaine de centimètres (elle mesure 4,16 m de long pour plus de maniabilité et un gain de poids, cela lui vaut aussi le surnom « der Kurze », soit « la courte » en allemand) et dispose d'un moteur plus puissant développant 225 kW (306 ch) et 350 Nm de couple ; elle est la version d'homologation de l'Audi Sport Quattro de rallye (et de son évolution S1) en groupe B. L'empattement est devenu plus court de 32 cm en raison de la modification de la carrosserie. Dimensions de la carrosserie changées comme suit : longueur 4 164 mm, largeur 1 790 mm, hauteur 1 345 mm.
La Sport Quattro a été construit à l'été 1985 dans un certain nombre d'unités, 217 (en effet, le groupe B de la FIA réclamant la production de 200 exemplaires d'un modèle route pour homologuer une voiture de course), dont 17 de course, la version de route coûtait 195 000 Deutsche Mark, plus tard, une version plein air était proposé pour 203 500 Deutsche Mark. Cependant, il existe différentes déclarations concernant les chiffres de production du Sport quattro. Audi parle (logiquement) de 200 véhicules fabriqués, comme l'exige la réglementation, et de 20 autres voitures comme modèles de course. Cependant, Graham Robson, journaliste britannique spécialisé et de renommée internationale, écrit que pas plus d'environ 160 véhicules ont été effectivement fabriqués, dont certains, au moins moins de 20, ont été modifiés en modèles de course en violation de la réglementation.
Comme la plupart des versions de série des voitures du groupe B, elle dérive de la version de course et non l'inverse. Ainsi, la plupart des éléments techniques spécifiques ont initialement été développés pour la course. Mais à l'inverse de la plupart de ses consœurs, elle reste très confortable, avec un moteur relativement souple et un intérieur cossu tendu de cuir et d'alcantara.
Techniquement, elle est amputée d'environ 30 cm juste après le montant arrière de porte, adopte le pare-brise plus vertical de l'Audi 80, bénéficie d'éléments de carrosserie (ailes, capots et toit) en fibre renforcée au kevlar, reçoit des renforts de caisse (barres anti-rapprochement notamment) en aluminium, des trains modifiés avec de nouveaux triangles de suspension secondés par une biellette, des freins renforcés équipés d'étriers à 4 pistons et surtout, un nouveau moteur de 2,1 L entièrement en aluminium et équipé d'une inédite culasse à 20 soupapes (type KW) qui développe 306 ch à 6 700 tr/min et 35,65 mkg à 3 700 tr/min.
Cette voiture accélère de 0 à 100 km/h en 4,9 s et pointe à 249 km/h malgré son aérodynamique très défavorable.

### Sport Quattro S1 et E2
L'Audi Sport quattro S1 est une évolution de la Sport quattro. Elle a été produite en 1984 en tant que premier modèle dit d'évolution, seulement 20 exemplaires ont été construits à des fins de course. En 1985 est arrivée l'E2, également connue sous le nom das Flügelmonster, qui n'était pas basée sur les 20 versions S1 précédemment construites, mais qui a de nouveau été produite au nombre de 20 exemplaires sur la base de la Sport quattro, comme l'exige la FIA. Tous ces véhicules de rallye n'étaient pas destinés à la vente libre mais réservés au département d'Audi Sport. Ce n'est qu'après que la FIA a interdit le groupe B du championnat du monde des rallyes fin 1986 que quelques pilotes privilégiés du sport automobile ont pu l'acheter.

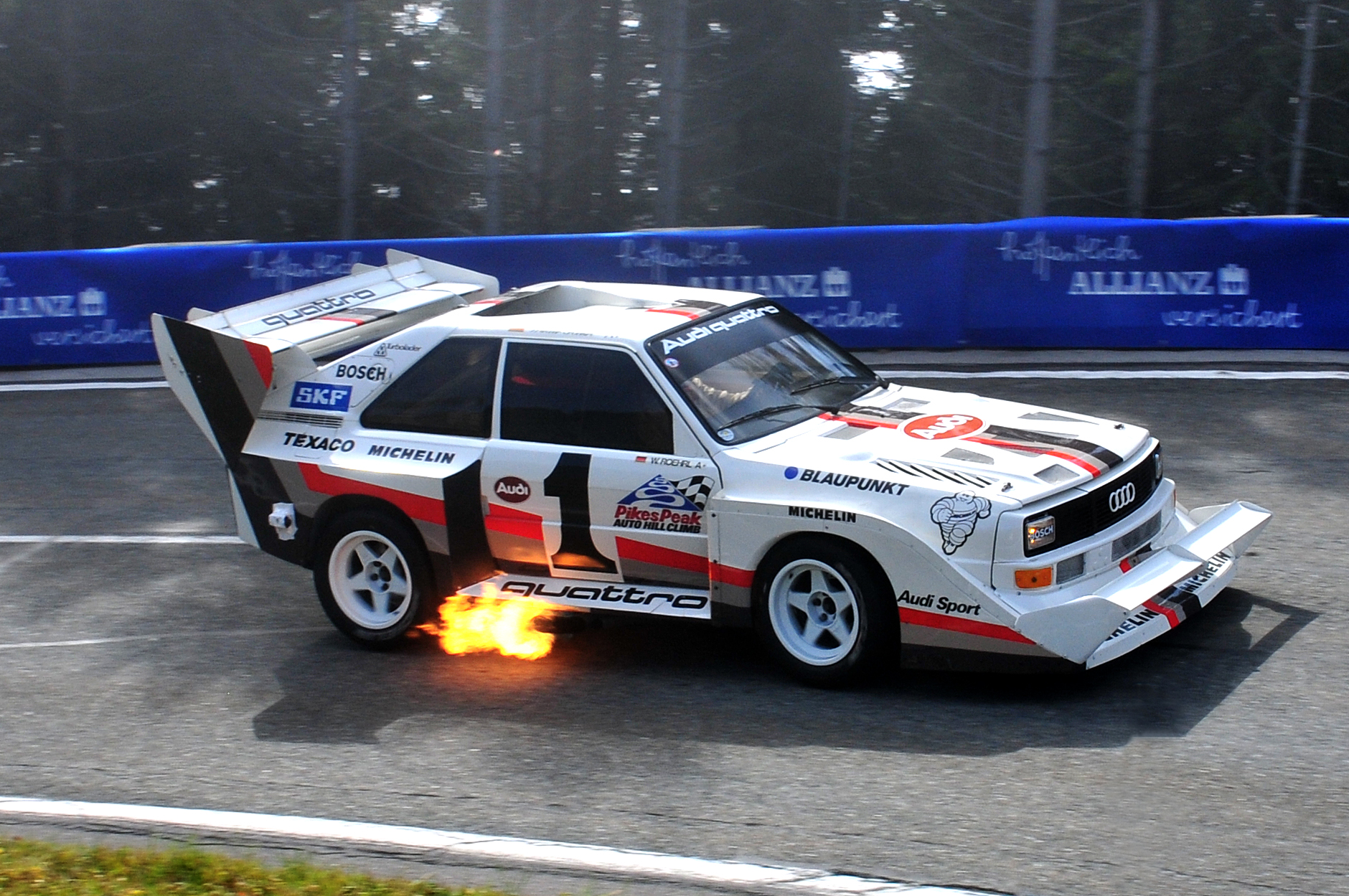
Audi E2 « Pikes Peak » pilotée par Walter Röhrl lors de la 1re course de Rossfeldberg en 2013

Une variante particulièrement extrême de l'Audi Sport quattro E2 est l'E2 « Pikes Peak », avec laquelle Walter Röhrl a établi un nouveau record de parcours sur le Pic Pikes en 1987, qui aurait une puissance moteur d'au moins 441 kW (600 ch). À la fin des années 1980 et au début des années 1990, la compétition automobile du rallycross avait encore des S1 et E2 Specials Rallycross qui avaient des moteurs de plus de 478 kW (650 ch). L'E2 Pikes Peak est toujours en état de courir et elle est parfois présentée lors d'événements représentatifs, comme en 2012 lors de la course de côte internationale d'Arosa ClassicCar.

## Variantes sur une base de Quattro

### Pininfarina Quartz
Le designer Pininfarina a développé en 1981 le prototype roulant "Audi quattro quartz", innovant sur plusieurs plans (design, aéro, matériaux).

### Treser

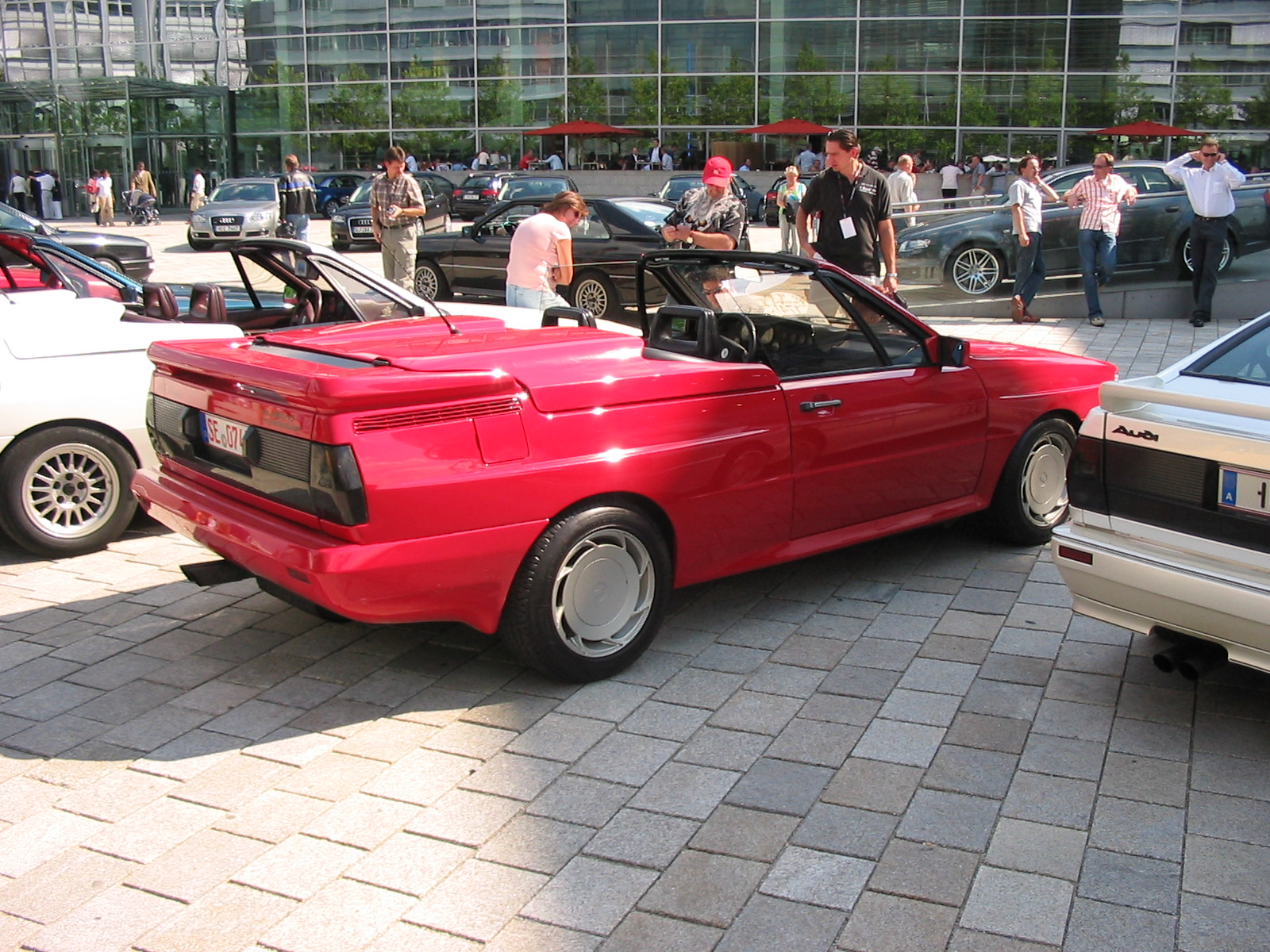
La très rare conversion de l'Audi quattro en Roadster par Treser.

La société Treser, fondée par l'ingénieur Walter Treser, qui a joué un rôle clé dans le développement de l'Audi Quattro, a transformé quelques exemplaires en cabriolet à toit fixe, la technologie du toit étant comparable à celle de la Mercedes SLK.

### Artz
La société Artz a construit quelques versions spéciales de l'Audi Quattro, des pièces uniques pour la plupart. Parmi eux se trouvaient une variante break avec un très grand hayon en verre, qui se terminait au niveau de la bande lumineuse entre les feux arrière, et une berline basée sur l'Audi 80 avec l'avant, les extensions, les feux arrière et la technologie de l'Audi Quattro.

### ROC

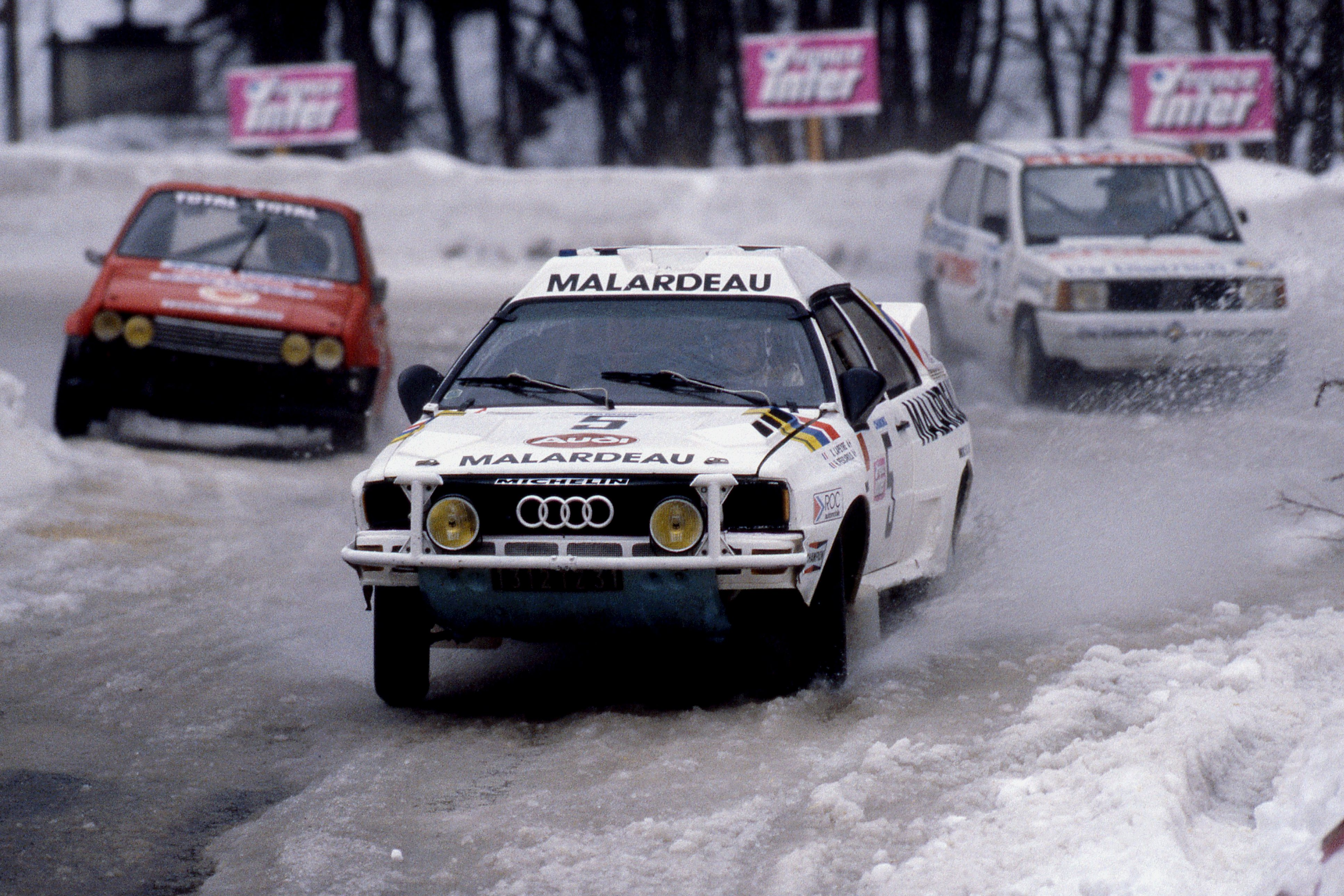
Henri Pescarolo dans l'Audi Quattro ROC à toit surélevé aux 24h de Chamonix en 1985 pour le Rallye Dakar 1984/1985.

Pour le Rallye Dakar (1984/1985), la société française ROC a construit des Quattro avec un toit plus haut de plus de 10 cm.

## Audi Quattro Concept
L'Audi Quattro Concept a été dévoilée lors du Mondial de l'automobile 2010 à Paris. Les grandes lignes de ce concept sont reprises de la Quattro Sport.
Cette voiture est équipée du moteur de l'Audi TT RS, un 5 cylindres 20 soupapes TFSI de 2 480 cm3 qui développe ici la puissance de 400 ch.
La caisse dérive de l'Audi A5 mais est raccourcie et allégée avec des éléments en aluminium ou carbone. Elle parvient ainsi à descendre à 1 300 kg, ce qui permet un rapport poids/puissance très favorable.
Les trains sont repris de l'Audi S5 de même que la transmission Quattro avec le différentiel central Torsen C (permettant de transmettre en temps normal respectivement 40 et 60 % du couple à l'avant et à l'arrière) et le différentiel arrière piloté Quattro Sport.
À la suite du chaleureux accueil auquel elle a eu droit, une production en très petite série a été envisagée courant 2014.

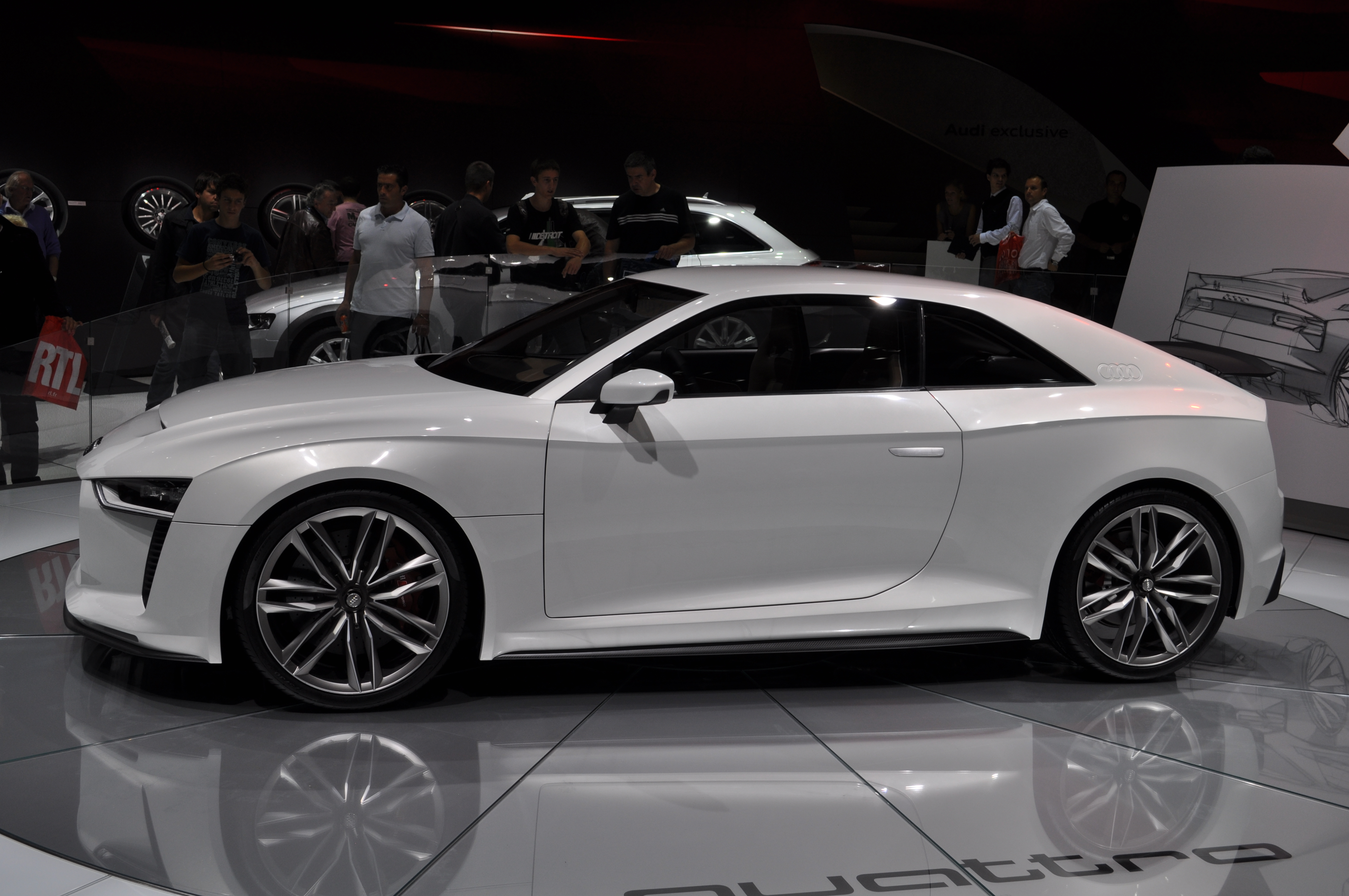
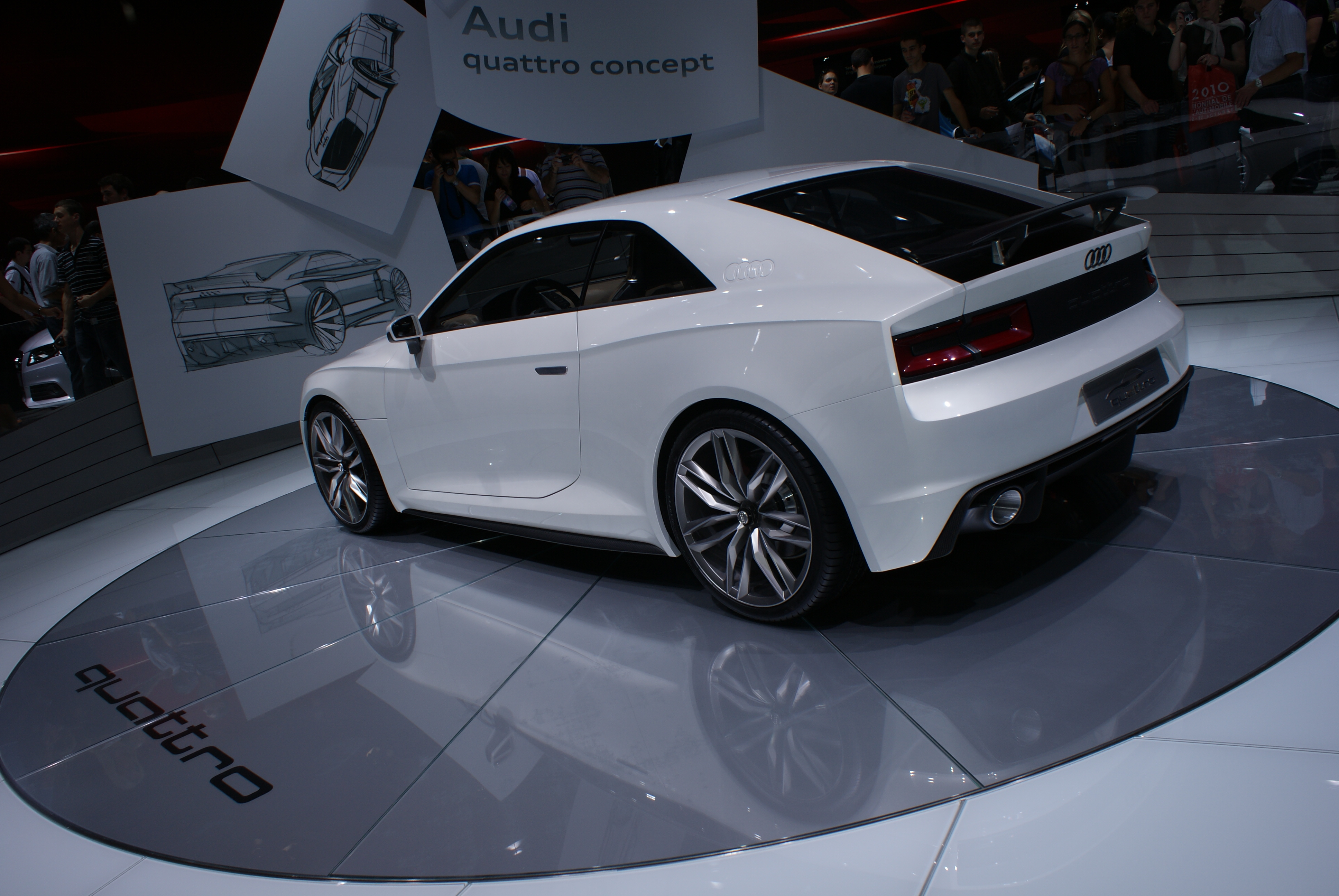

## Audi Quattro en rallye
L'Audi Quattro est une voiture de route et de rallye, produite par le constructeur automobile allemand Audi, qui fait partie du Groupe Volkswagen.

## Autres

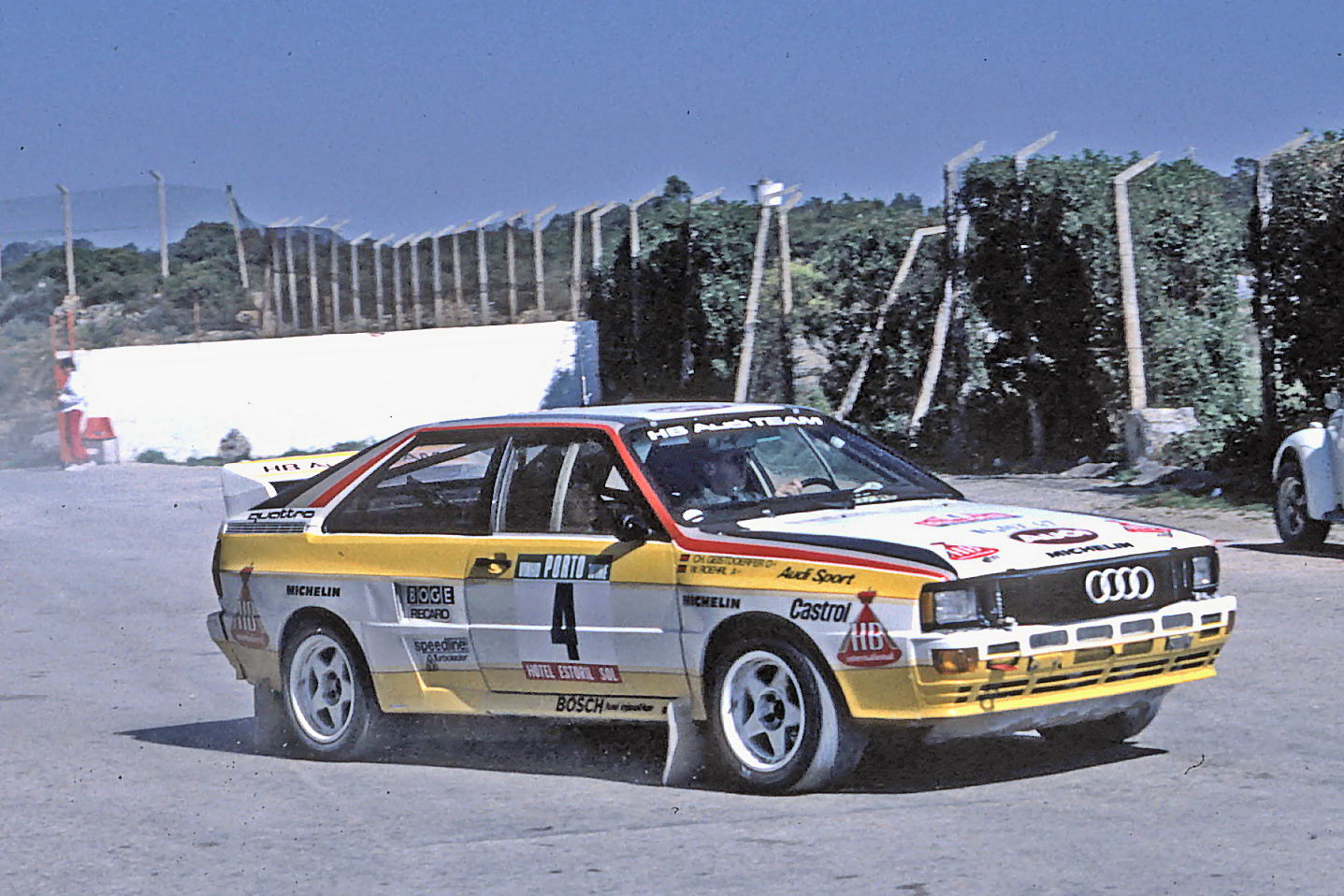
Audi quattro A2 avec Walter Röhrl lors du Rallye du Portugal 1984.

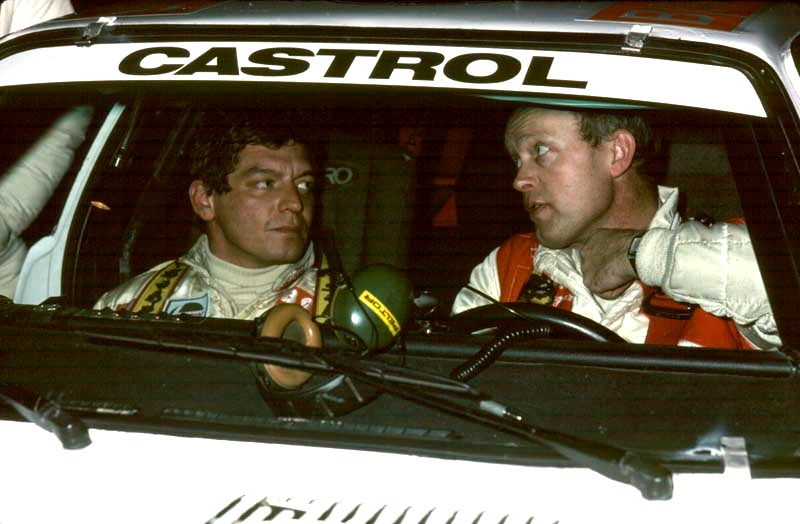
Franz Wurz dans le rôle du copilote dans l'Audi quattro de Björn Waldegård lors du Rallye Jänner 1984.

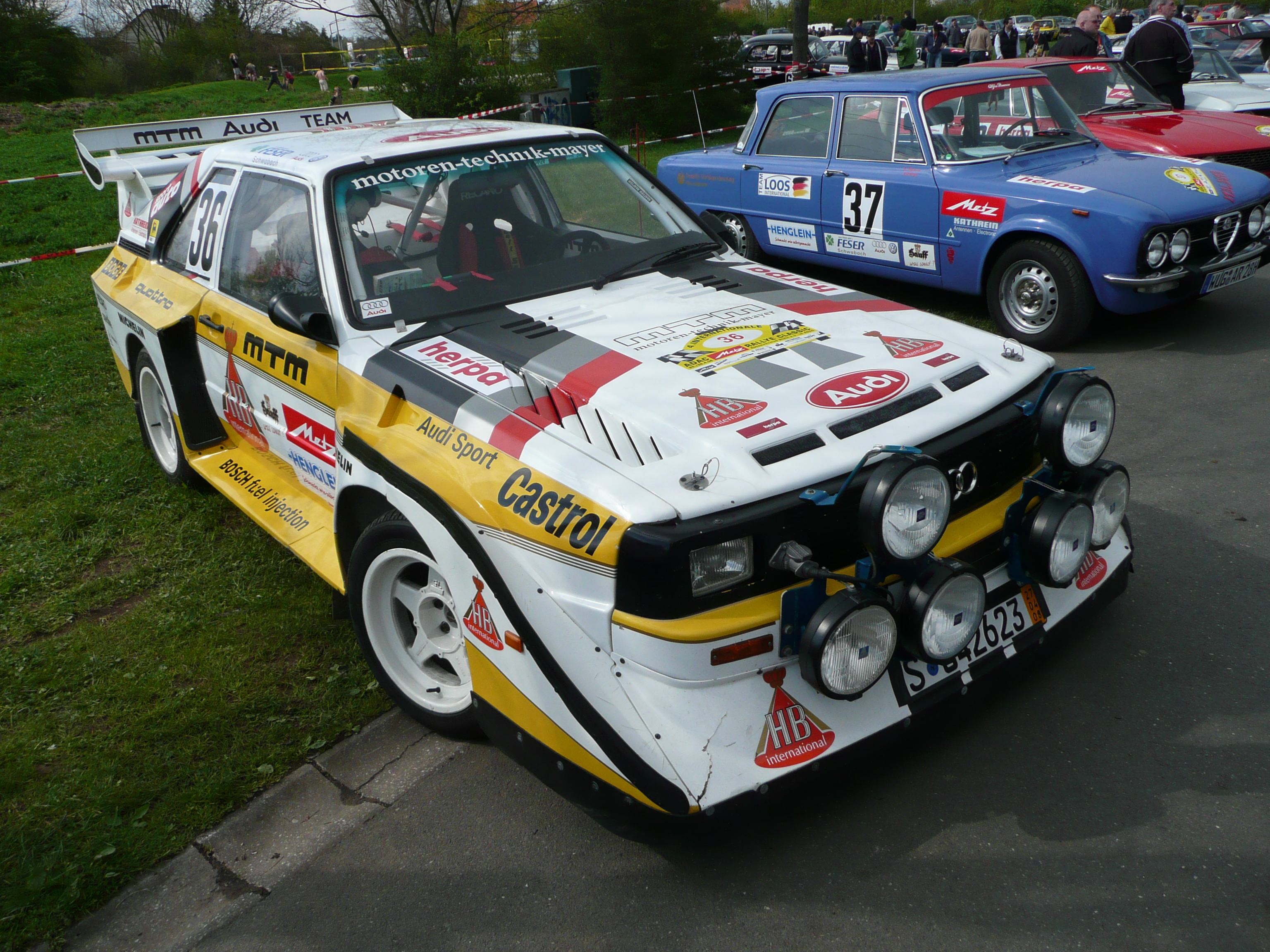
Audi Sport Quattro E2 1.

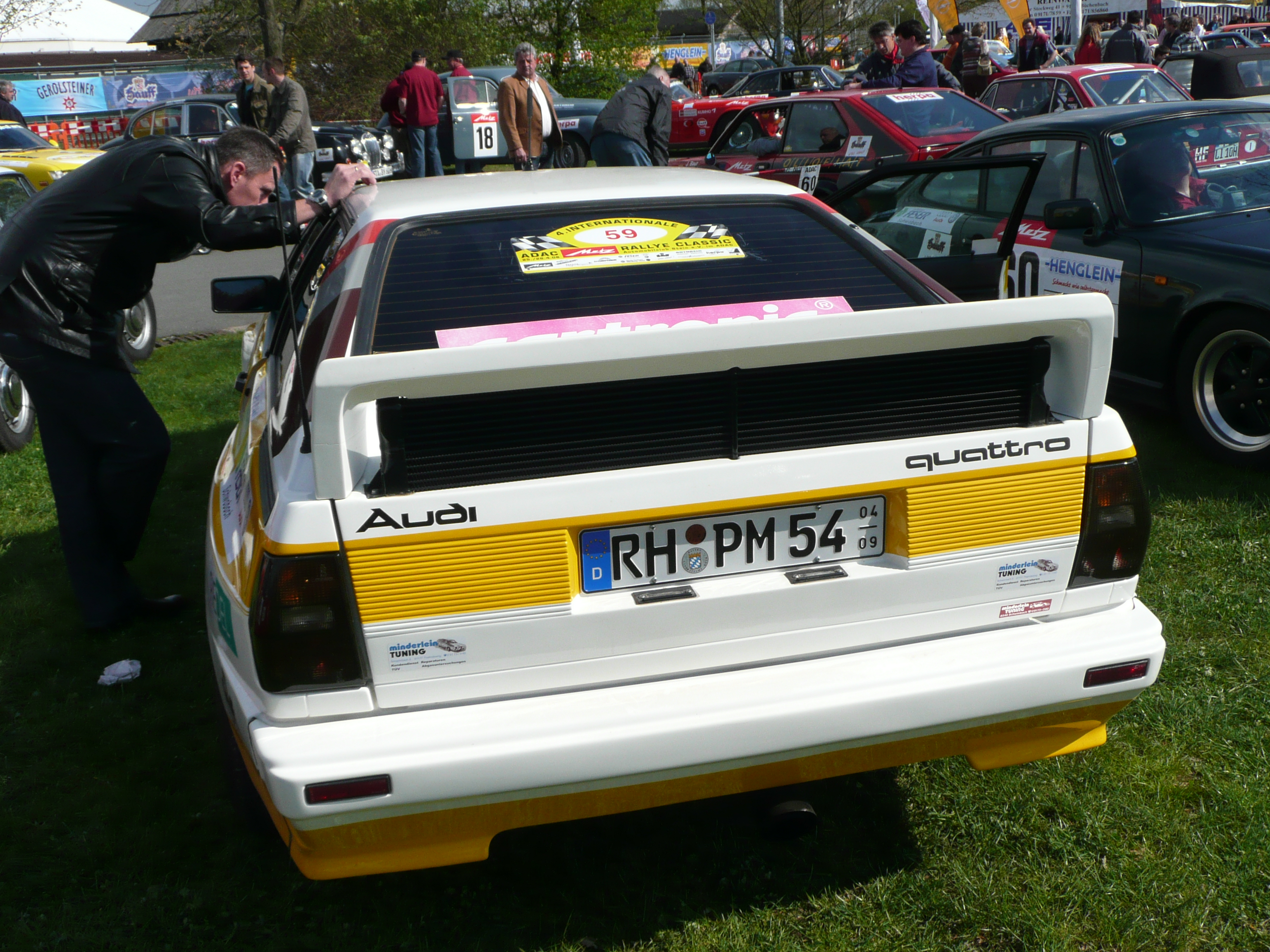
Audi Sport Quattro E2 2.

- L'Audi quattro n'a été construite que 11 452 fois. Sa technologie à quatre roues motrices a été perfectionnée et utilisée pour d'autres véhicules Audi. Les véhicules Audi équipés de la transmission intégrale portent encore aujourd'hui le suffixe "quattro" dans le nom du modèle.
- Aujourd'hui, la quattro d'origine est très populaire et se vend à des prix nettement plus élevés que les autres véhicules Audi de l'époque.
- Aujourd'hui, le terme quattro désigne également quattro GmbH, une société d'Audi qui, comme Mercedes-AMG ou BMW M GmbH, s'est spécialisée dans la production en série de véhicules d'usine particulièrement sportifs, les demandes spéciales des clients pouvant également être prises en compte.
- À l'origine, la voiture devait s'appeler "Carat", abréviation de "Coupé All-Rad-Antrieb Turbo". Ce n'est que plus tard que ce nom a été rejeté à cause d'un parfum du même nom, dont l'image et le groupe cible ne semblaient pas adaptés à la Quattro.
- Il est largement inconnu ou simplement oublié que le premier titre en compétition automobile de la FIA avec une Audi quattro n'a pas été remporté par l'équipe d'usine d'Audi, mais par l'Autrichien Franz Wurz. Le père du pilote de Formule 1, Alexander Wurz, a remporté son troisième titre de champion d'Europe de rallycross (après 1974 et 1976) le 3 octobre 1982 à l'Estering de Buxtehude, tandis qu'Audi n'a remporté le Rallye de Grande-Bretagne qu'environ un mois plus tard lors du Championnat du monde des rallyes 1982 (uniquement au classement des constructeurs, Walter Röhrl a remporté le classement des pilotes dans l'Opel Ascona 400).
- Selon la KBA, au moins 402 véhicules portant les numéros de code de cette gamme étaient encore immatriculés au 1er janvier 2015[9].
- En 2012, l'atelier de carrosserie de Thuringe Gehrt a produit une réplique techniquement et optiquement fidèle de la voiture gagnante au Rallye Sanremo 1985. Presque tous les partenaires du projet de l'époque ont été à nouveau impliqués afin de reconditionner les anciens composants fidèlement à l'original. L'ancien directeur d'Audi Motorsport, Roland Gumpert, y a également joué un rôle clé. Les anciens pilotes de la voiture, Walter Röhrl et Stig Blomqvist, ont également été impliqués dans le projet[10].
- Le 1er mars 2018, le ministère fédéral des Finances d'Allemagne a émis un timbre commémoratif dans la série des timbres Automobiles Allemandes Classiques, d'une valeur faciale de 1,45 euro, représentant l'Audi Quattro[11].